# Corambis insignipes
Espèce
Synonymes
- Hyctia insignipes Simon, 1880

Corambis insignipes est une espèce d'araignées aranéomorphes de la famille des Salticidae.

## Distribution
Cette espèce est endémique de Nouvelle-Calédonie.

## Description
La carapace du mâle décrit par Szüts en 2002 mesure 3,25 mm sur 2,85 mm et l'abdomen 6,1 mm et la carapace de la femelle mesure 3,75 mm sur 2,15 mm et l'abdomen 8,0 mm.

## Publication originale
- Simon, 1880 : Matériaux pour servir à une faune arachnologique de la Nouvelle Calédonie. Annales de la Société Entomologique de Belgique, vol. 23, (C.R.), p. 164-175.